# SMS S 143
SMS S 143 – niemiecki niszczyciel z okresu I wojny światowej, szósta jednostka typu S 138. Okręt wyposażony był w cztery kotły parowe opalane węglem. Zatonął z powodu eksplozji kotła na północ od Rostocku 3 sierpnia 1914 roku  . Po podniesieniu z dna i remoncie ponownie wcielony do służby. Po pierwszej wojnie światowej pod banderą Reichsmarine. 25 marca 1930 roku sprzedany stoczni złomowej.